# Hurley (Wisconsin)
Hurley è una città degli Stati Uniti d'America, situata in Wisconsin, nella Contea di Iron, della quale è anche il capoluogo.